# تدرج هتاف
تدرج هَتاف (الاسم العلمي: Catreus wallichii)، ويعرف أيضًا باسم تدرج والّيش، هو نوع مهدد بخطر انقراض بمستوى أدنى من فصيلة التدرجية. هو العضو الوحيد في جنس Catreus. سُمي النوع على عالم النبات الدنماركي ناثانيال واليش.
أعطانه في منقطة جبال الهيمالايا في النيبال والهند والباكستان.